# João Paulo (football, 1984)
Pour les articles homonymes, voir João Paulo.
João Paulo Lopes Caetano plus communément appelé João Paulo (né le 4 juin 1984 à Portimão, Portugal) est un footballeur portugais évoluant au poste de milieu de terrain.